# Gilroy (Californië)
Gilroy is een stad (city) in de Amerikaanse staat Californië. Gilroy is de meest zuidelijke stad in Santa Clara County. Er wonen 48.821 mensen (2010). Het stadje staat bekend als hoofdstad van de knoflook.

## Geografie
Volgens het United States Census Bureau beslaat de plaats een oppervlakte van
42 km², waarvan 0,06 km² water. Het bevindt zich ongeveer 26 kilometer ten zuiden van San Jose en 31 km van de kust. Gilroy ligt in het verlengde van de Santa Clara Valley op ongeveer 65 m boven zeeniveau. San Martin ligt 9 km ten noorden van Gilroy; de stad Morgan Hill zo'n 14 km. In het westen liggen de Santa Cruz Mountains en in het oosten de Diablo Range. Watsonville, op 19 km, is de dichtste stad ten westen van de bergen. Ten zuidoosten van Gilroy ligt Hollister in San Benito County.
Gilroy ligt aan de U.S. Route 101. De California State Route 152 loopt van de kust oostwaarts door Gilroy.

## Demografie
Bij de volkstelling van 2010 werd het aantal inwoners vastgesteld op 48.821. 58,7% van de bevolking is blank, terwijl 7,1% Aziatisch is, 1,9% Afro-Amerikaans en 1,7% inheems Amerikaans. Daarnaast identificeert 25,2% van de inwoners zich met andere etniciteiten en 5,1% met meer dan een. In totaal is 57,8% Latino.

## Bezienswaardigheden en trivia
Gilroy staat bekend om zijn knoflookoogst en draagt de bijnaam "Garlic Capital of the World". Jaarlijks wordt er het Gilroy Garlic Festival georganiseerd. Andere belangrijke producten uit Gilroy zijn paddenstoelen en artisanale wijn. Bezienswaardigheden in en nabij Gilroy omvatten de Gilroy Yamato Hot Springs, een historisch kuuroord, en het Gilroy Gardens-attractiepark. Ten westen van het stadje ligt het Mount Madonna County Park. Frank Norris Cabin, een National Historic Landmark, bevindt zich eveneens nabij Gilroy.
De documentairefilm Garlic Is As Good As Ten Mothers uit 1980 werd in Gilroy en enkele andere plaatsen in Noord-Californië opgenomen. Ook de televisieserie Zeke & Luther van Disney speelt zich er af.

## Bekende inwoners
- Ivie Anderson (1905-1949), jazz-zangeres
- Jeff Garcia (geboren 1970), Americanfootballspeler
- Robert Guerrero (geboren 1983), bokser